# ラクナウ・スーパージャイアンツ
ラクナウ・スーパージャイアンツ（英: Lucknow Super Giants、略称：LSG）は、インディアン・プレミアリーグ（IPL）所属のプロクリケットチーム。本拠地はインドのウッタル・プラデーシュ州ラクナウ。

## 概要
2021年に創立。IPLでは2022年シーズンにデビューした。2022年と2023年に2年連続でプレーオフに進出した。ホームスタジアムはBRSABVエカナ・クリケット・スタジアム。収容人数は50,000。

## 成績

### IPL
- 2022年 - リーグ3位、プレーオフ敗退
- 2023年 - リーグ3位、プレーオフ敗退
- 2024年 - リーグ7位